# Aéroport international de Târgu Mureș
L'aéroport international Târgu Mureș Transylvanie (en roumain Aeroportul Transilvania Târgu Mureș, en hongrois Marosvásárhelyi Transilvania Repülőtér, code IATA : TGM • code OACI : LRTM) est un aéroport situé à 14 km au sud-ouest de Târgu Mureș (en hongrois Marosvásárhely) dans le Pays sicule au centre de la Roumanie. Anciennement connu sous le nom d' Aéroport Târgu Mureș-Vidrasău-Recea du fait qu'il y est situé, Vidrasău (Vidrátszeg), il est renommé en mai 2006.

## Histoire
Construit en 1936 et modernisé en 1969, l'aéroport offre un service sur un périmètre de 24 500 km2 pour quelque 2,6 millions d'habitants. Après 2000, l'aéroport a été mis en travaux.

## Situation
| \| 50 km1:1 922 000 \| Bacău Baia Mare-Maramureș Brașov Bucarest-Aurel-Vlaicu Bucarest-Henri-Coandă Cluj-Napoca Constanța Iași Sibiu Târgu Mureș Timișoara Arad Craiova Oradea Satu Mare Suceava |
| 50 km1:1 922 000 |

## Compagnies aériennes et destinations
| Compagnies           | Destinations                                              |
| -------------------- | --------------------------------------------------------- |
| Aeroexpress Regional | Debrecen                                                  |
| AirConnect           | Bucarest-H. Coandă                                        |
| Wizz Air             | Budapest-Ferenc Liszt, Dortmund, Londres-Luton, Memmingen |

Actualisé le 14/04/2023

## Statistiques
Pour des raisons techniques, il est temporairement impossible d'afficher le graphique qui aurait dû être présenté ici.

Voir la requête brute et les sources sur Wikidata.
| Année | Passagers (au total) | Changements |
| ----- | -------------------- | ----------- |
| 2005  | 12,408               | 67 %        |
| 2006  | 46,882               | 278 %       |
| 2007  | 156,929              | 235 %       |
| 2008  | 69,945               | 55 %        |
| 2009  | 84,062               | 20 %        |
| 2010  | 74,353               | 12 %        |
| 2011  | 257,303              | 246 %       |
| 2012  | 300,427              | 17 %        |
| 2013  | -                    | -           |